# Halál a Níluson (Agatha Christie-színdarab)
A Halál a Níluson (Murder on the Nile) Agatha Christie 1946-ban bemutatott színdarabja.
A színdarab az 1937-es Halál a Níluson (angolul: Death on the Nile) című regényen alapul, melyben még a belga detektív, Hercule Poirot karaktere is szerepelt. Amikor azonban Christie színdarabbá dolgozta át a történetet, úgy döntött, hogy kiveszi Poirot karakterét, mert túlságosan is erőteljesnek hatna a színpadon.
Színdarabként először Hidden Horizons címmel mutatták be a Dundee Repertory Theatre-ben, majd a produkciót 1946-ban a West Endre, az Ambassadors Theatre-be helyezték át, ezúttal már Murder on the Nile címmel. Ugyanebben az évben mutatták be a Broadwayen is, majd 1950-ben a színdarabot a televízió is élőben közvetítette.
2017-ben a 20th Century Fox filmstúdió bejelentette, hogy a Gyilkosság az Orient expresszen (film, 2017) című Kenneth Branagh mozifilm után készül a Halál a Níluson moziváltozata is.
Színpadon Magyarországon még nem került bemutatásra.

## Szereplők
- First Beadseller
- Second Beadseller
- Steward
- Miss Ffoliot-Ffoulkes
- Christina Grant
- Smith
- Louise
- Dr. Bessner
- Kay Mostyn
- Simon Mostyn
- Canon Pennefather
- Jacqueline de Severac
- McNaught

## Szinopszis
Simon Mostyn nemrég vette el Kay Ridgewayt, a gazdag nőt, elhagyva ezzel korábbi szeretőjét, Jacqueline-t. A pár a mézesheteit tölti a Níluson hajókázva, egy csapat emlékezetes karakter társaságában, köztük Canon Pennefather, Kay gyámja, és Jacqueline, aki az egész nyaralás során követte az ifjú párt.
Az út során Jacqueline hisztériájában térden lövi Simont. Pár perccel később Kayt holtan találják a kabinjában. Mire a hajó megérkezik a kikötőbe Canon Pennefather felfedte az összeesküvés részleteit és tesz róla, hogy a tettesek ne távozhassanak szabadon.